# Estnischer Fußballpokal 2019/20
Der Estnische Fußballpokal 2019/20 war die 30. Austragung des estnischen Pokalwettbewerbs der Männer. Das Finale fand am 4. Juli 2020 statt.
Pokalsieger wurde der FC Flora Tallinn im Finale gegen Titelverteidiger JK Trans Narva.

## Teilnehmer
Meistriliiga
- 1. Runde (5 Teams): Maardu Linnameeskond, Paide Linnameeskond, JK Tammeka Tartu, JK Trans Narva, Viljandi JK Tulevik
- 2. Runde (5 Teams): FC Flora Tallinn, FC Kuressaare, FCI Levadia Tallinn, JK Nõmme Kalju, JK Tallinna Kalev

Esiliiga
- 1. Runde (3 Teams): FC Elva, Kohtla-Järve JK Järve, JK Tarvas Rakvere
- 2. Runde (4 Teams): FC Flora Tallinn U-21, Tallinna JK Legion, Tartu JK Welco, JK Vaprus Pärnu

Esiliiga B
- 1. Runde (2 Teams): Pärnu JK, Põhja-Tallinna JK Volta
- 2. Runde (5 Teams): Keila JK, FC Nõmme United, Tabasalu JK, Viimsi JK, Võru FC Helios

II liiga
- 1. Runde (10 Teams): FC Flora Tallinn U-19, FC Infonet Tallinn, Jõgeva SK Noorus-96, Kohtla-Järve JK Järve II, Paide Linnameeskond III, JK Piraaja Tallinn, Põhja-Sakala JK, JK Tallinna Kalev III, Tallinna JK Legion II, Viimsi JK II
- 2. Runde (6 Teams): FC Jõgeva Wolves, FC Kose, Läänemaa JK, Pärnu JK Poseidon, Põhja-Tallinna JK Volta II, Raplamaa JK

III liiga
- 1. Runde (18 Teams): EMÜ SK, FC Eston Villa, FC Igiliikur Maarjamäe, FC Helios Tartu, SK Kadrina, JK Kernu Kadakas, Kohila JK Püsivus, FC Maardu Aliens, Märjamaa Kompanii, FC Olympic Olybet Tallinn, FC Otepää, Pärnu JK Poseidon II, FC Tallinna Wolves, Tallinna FC Zapoos, JK Tammeka Tartu IV, FC Valga Warrior, FC Vastseliina, FC Zenit Tallinn
- 2. Runde (8 Teams): FC Äksi Wolves, Anija JK, FC Järva-Jaani, FC Hell Hunt, JK Loo, Rumori Calcio, Tallinna JK Jalgpallihaigla, FC Tarvastu ja JK Tõrva ÜM

IV liiga
- 1. Runde (3 Teams): FC Lelle, FC Soccernet Tallinn, FC TransferWise
- 2. Runde (3 Teams): FC Eston Villa II, Kristiine JK, Viimsi Lõvid

Rahvaliiga
- 1. Runde (9 Teams): JK Mauruse Saurused, Tallinna FC Maksatransport, FC Mulgi, JK Pärnu Sadam, JK Metsis, Rumori Calcio II, FC Sade Sports Solutions, JK Tallinna 32. Keskkool, FC Viking Tallinn
- 2. Runde  (8 Teams): FC Elbato, FC Kohtla-Nõmme, NPM Silmet Sillamäe, FC Puhkus Mehhikos, Rasmus Värki Jalgpallikool, Tallinna SC ReUnited, Tallinna FC Teleios, Tartu Team Helm

## 1. Runde
Die Auslosung fand am 25. Mai 2019 statt.
| Datum      |                           | Ergebnis  |                            |
| ---------- | ------------------------- | --------- | -------------------------- |
| 04.06.2019 | Paide Linnameeskond III   | 13:20     | JK Mauruse Saurused        |
| 08.06.2019 | FC Helios Tartu           | 5:1       | Rumori Calcio II           |
| 12.06.2019 | JK Tammeka Tartu IV       | 0:5       | JK Tallinna Kalev III      |
| 13.06.2019 | Tallinna FC Zapoos        | 0-:+ 1    | FC Zenit Tallinn           |
| 13.06.2019 | FC Mulgi                  | 0:1       | FC Tallinna Wolves         |
| 19.06.2019 | Kohtla-Järve JK Järve     | 0+:- 1    | JK Tallinna 32. Keskkool   |
| 19.06.2019 | Viimsi JK II              | 1:2       | FC Igiliikur Maarjamäe     |
| 19.06.2019 | FC Eston Villa            | 15:00     | JK Metsis                  |
| 20.06.2019 | FC Lelle                  | 2:1       | FC TransferWise            |
| 20.06.2019 | JK Kernu Kadakas          | 3:1       | Tallinna FC Maksatransport |
| 20.06.2019 | Märjamaa Kompanii         | 6:0       | FC Sade Sports Solutions   |
| 20.06.2019 | FC Soccernet Tallinn      | 1:3       | FC Vastseliina             |
| 21.06.2019 | JK Piraaja Tallinn        | 1:3       | Tallinna JK Legion II      |
| 26.06.2019 | Kohila JK Püsivus         | 0:5       | JK Pärnu Sadam             |
| 27.06.2019 | Jõgeva SK Noorus-96       | 2:4 n. V. | FC Otepää                  |
| 27.06.2019 | FC Flora Tallinn U-19     | 10:00     | Pärnu JK Poseidon II       |
| 09.07.2019 | FC Olympic Olybet Tallinn | 1:9       | Paide Linnameeskond        |
| 13.07.2019 | Maardu Linnameeskond      | 12:00     | FC Valga Warrior           |
| 13.07.2019 | Viljandi JK Tulevik       | 0+:- 1    | SK Kadrina                 |
| 13.07.2019 | Põhja-Tallinna JK Volta   | 18:00     | FC Viking Tallinn          |
| 13.07.2019 | Põhja-Sakala JK           | 5:2 n. V. | Pärnu JK                   |
| 13.07.2019 | JK Tarvas Rakvere         | 0:3       | Kohtla-Järve JK Järve      |
| 13.07.2019 | JK Trans Narva            | 0+:- 1    | FC Maardu Aliens           |
| 15.07.2019 | JK Tammeka Tartu          | 8:1       | FC Infonet Tallinn         |
| 24.07.2019 | FC Elva                   | 3:0       | EMÜ SK                     |

## 2. Runde
Die Auslosung fand am 15. Juli 2019 statt.
| Datum      |                             | Ergebnis              |                            |
| ---------- | --------------------------- | --------------------- | -------------------------- |
| 25.07.2019 | Tallinna JK Jalgpallihaigla | 2:7                   | FC Tarvastu ja JK Tõrva ÜM |
| 27.07.2019 | FC Tallinna Wolves          | 5:1                   | FC Vastseliina             |
| 27.07.2019 | FC Kuressaare               | 12:10                 | JK Kernu Kadakas           |
| 28.07.2019 | Tallinna JK Legion II       | 9:0                   | FC Äksi Wolves             |
| 28.07.2019 | Tartu Team Helm             | 3:2                   | Rumori Calcio              |
| 28.07.2019 | Põhja-Sakala JK             | 5:1                   | FC Helios Tartu            |
| 29.07.2019 | Tallinna FC Teleios         | 2:4                   | Põhja-Tallinna JK Volta    |
| 31.07.2019 | Läänemaa JK                 | 1:5                   | FC Flora Tallinn U-21      |
| 31.07.2019 | Kohtla-Järve JK Järve       | 0:1                   | Võru FC Helios             |
| 01.08.2019 | FC Järva-Jaani              | 01:10                 | Tartu JK Welco             |
| 01.08.2019 | JK Loo                      | 0:1                   | FC Eston Villa II          |
| 01.08.2019 | Põhja-Tallinna JK Volta II  | 6:0                   | FC Jõgeva Wolves           |
| 02.08.2019 | Tallinna SC ReUnited        | 5:1                   | Pärnu JK Poseidon          |
| 06.08.2019 | FC Nõmme United             | 1:3                   | JK Tammeka Tartu           |
| 06.08.2019 | Tallinna JK Legion          | 0:7                   | JK Trans Narva             |
| 06.08.2019 | JK Vaprus Pärnu             | 2:3                   | JK Tallinna Kalev III      |
| 06.08.2019 | Viimsi JK                   | 2:0                   | Raplamaa JK                |
| 06.08.2019 | FCI Levadia Tallinn         | 7:0                   | FC Zenit Tallinn           |
| 06.08.2019 | FC Elbato                   | 0:3                   | Maardu Linnameeskond       |
| 06.08.2019 | FC Puhkus Mehhikos          | 0:6                   | Kohtla-Järve JK Järve II   |
| 06.08.2019 | FC Hell Hunt                | 0:1                   | JK Tallinna Kalev          |
| 06.08.2019 | Kristiine JK                | 00:10                 | Paide Linnameeskond        |
| 07.08.2019 | FC Elva                     | 7:0                   | Viimsi Lõvid               |
| 07.08.2019 | FC Lelle                    | 0:1                   | Tabasalu JK                |
| 07.08.2019 | Anija JK                    | 2:1                   | Märjamaa Kompanii          |
| 07.08.2019 | FC Igiliikur Maarjamäe      | 1:7                   | Viljandi JK Tulevik        |
| 11.08.2019 | NPM Silmet Sillamäe         | 5:2                   | FC Flora Tallinn U-19      |
| 12.08.2019 | FC Kose                     | 0:5                   | Paide Linnameeskond III    |
| 13.08.2019 | JK Pärnu Sadam              | 0:0 n. V. (3:4 i. E.) | FC Otepää                  |
| 14.08.2019 | Rasmus Värki Jalgpallikool  | 2:2 n. V. (5:3 i. E.) | FC Eston Villa             |
| 20.08.2019 | FC Flora Tallinn            | 12:00                 | FC Kohtla-Nõmme            |
| 21.08.2019 | JK Nõmme Kalju              | 2:0                   | Keila JK                   |

## 3. Runde
Die Auslosung fand am 9. August 2019 statt.
| Datum      |                            | Ergebnis               |                         |
| ---------- | -------------------------- | ---------------------- | ----------------------- |
| 20.08.2019 | Põhja-Sakala JK            | 0:3                    | JK Tallinna Kalev       |
| 20.08.2019 | FC Tarvastu ja JK Tõrva ÜM | 1:4                    | FC Elva                 |
| 24.08.2019 | Tallinna SC ReUnited       | 5:2                    | NPM Silmet Sillamäe     |
| 27.08.2019 | Rasmus Värki Jalgpallikool | 3:0                    | Anija JK                |
| 04.09.2019 | Paide Linnameeskond        | 13:00                  | Põhja-Tallinna JK Volta |
| 04.09.2019 | Tallinna JK Legion II      | 0:1                    | JK Tammeka Tartu        |
| 04.09.2019 | Viljandi JK Tulevik        | 11:00                  | FC Tallinna Wolves      |
| 05.09.2019 | Põhja-Tallinna JK Volta II | 2:0                    | Viimsi JK               |
| 07.09.2019 | Võru FC Helios             | 2:1                    | Tartu JK Welco          |
| 07.09.2019 | Tartu Team Helm            | 01:21                  | FCI Levadia Tallinn     |
| 11.09.2019 | Kohtla-Järve JK Järve II   | 0:0 n. V. (10:9 i. E.) | JK Tallinna Kalev III   |
| 25.09.2019 | FC Kuressaare              | 1:3                    | JK Trans Narva          |
| 09.10.2019 | FC Eston Villa II          | 3:0                    | FC Otepää               |
| 12.10.2019 | Paide Linnameeskond III    | 0:3 n. V.              | JK Nõmme Kalju          |
| 23.10.2019 | Maardu Linnameeskond       | 0:7                    | FC Flora Tallinn        |
| 29.10.2019 | Tabasalu JK                | 2:1                    | FC Flora Tallinn U-21   |

## Achtelfinale
Die Auslosung fand am 11. September 2019 statt.
| Datum      |                            | Ergebnis |                            |
| ---------- | -------------------------- | -------- | -------------------------- |
| 25.09.2019 | Tallinna SC ReUnited       | 1:2      | Kohtla-Järve JK Järve U-21 |
| 13.10.2019 | Rasmus Värki Jalgpallikool | 0:1      | Võru FC Helios             |
| 22.10.2019 | JK Trans Narva             | 21:00    | FC Eston Villa II          |
| 23.10.2019 | JK Tallinna Kalev          | 7:0      | Põhja-Tallinna JK Volta II |
| 23.10.2019 | FCI Levadia Tallinn        | 1:2      | JK Nõmme Kalju             |
| 30.10.2019 | Viljandi JK Tulevik        | 0:1      | JK Tammeka Tartu           |
| 30.10.2019 | Paide Linnameeskond        | 1:3      | FC Flora Tallinn           |
| 06.11.2019 | FC Elva                    | 2:0      | Tabasalu JK                |

## Viertelfinale
Die Auslosung fand am 29. Februar 2020 statt.
| Datum      |                  | Ergebnis |                            |
| ---------- | ---------------- | -------- | -------------------------- |
| 10.03.2020 | FC Elva          | 3:1      | Kohtla-Järve JK Järve U-21 |
| 10.03.2020 | JK Nõmme Kalju   | 1:2      | JK Trans Narva             |
| 11.03.2020 | Võru FC Helios   | 0:6      | JK Tallinna Kalev          |
| 11.03.2020 | JK Tammeka Tartu | 0:3      | FC Flora Tallinn           |

## Halbfinale
| Datum      |                | Ergebnis |                   |
| ---------- | -------------- | -------- | ----------------- |
| 20.06.2020 | FC Elva        | 2:4      | FC Flora Tallinn  |
| 20.06.2020 | JK Trans Narva | 4:1      | JK Tallinna Kalev |

## Finale
| Paarung          | FC Flora Tallinn – JK Trans Narva |
| Ergebnis         | 2:1 (1:1) |
| Datum            | 4. Juli 2020 |
| Stadion          | A. Le Coq Arena, Tallinn |
| Zuschauer        | 742 |
| Schiedsrichter   | Joonas Jaanovits |
| Tore             | 1:0 Konstantin Vassiljev (18.) 1:1 Sadio Tounkara (28.) 2:1 Henrik Pürg (73.) |
| FC Flora Tallinn | Ingmar Krister Paplavskis – Michael Lilander, Märten Kuusk, Henrik Pürg, Henri Järvelaid – Vladislav Kreida, Markus Soomets (71. Mihkel Ainsalu) – Frank Liivak (79. Rauno Alliku), Konstantin Vassiljev , Vlasiy Sinyavskiy (58. Martin Miller) – Rauno Sappinen. Cheftrainer: Jürgen Henn       |
| JK Trans Narva   | Aleksei Matrossov – Martin Käos, Elysée, Ofosu Appiah, Aleksandr Ivanjusin – Roman Nesterovski (90.+1' Sergei Kondrattsev), Aleksandr Sakarljuka (80. Viktor Plotnikov) – Roman Sobtšenko, Sadio Tounkara, Nikita Michailow (70. Nurlan Novruzov) – Geoffrey Chinedu. Cheftrainer: Oleg Kurotskin |
| Gelbe Karten     | Michael Lilander, Vladislav Kreida – Roman Nesterovski |